# ون بلس 6تي
ون بلس 6تي هو هاتف ذكي يعمل بنظام أندرويد من ون بلس. تم الإعلان عنه في 29 أكتوبر 2018، قبل إصداره في 6 نوفمبر. كان من المقرر أصلاً أن يتم الإطلاق في 30 أكتوبر، ولكن تمت إعادة جدولته لتجنب التزامن مع شركة أبل. في 30 أكتوبر.
يعد OnePlus 6T بمثابة تحديث إضافي لجهاز ون بلس 6 السابق. أي من خلال زيادة حجم الشاشة جنبًا إلى جنب مع نسبة الشاشة إلى الجسم في الجهاز (إلى 6.41 "وحوالي 2٪ على التوالي) عن طريق تقليص قليلاً" الحافة "السفلية واستخدام لوحة AMOLED أطول، 19.5: 9 مع المزيد زوايا منحنية بشدة وأصغر بشكل كبير "دمعة" على شكل "الشق". هذا بالإضافة إلى التغييرات الرئيسية 6تي الأخرى التي تشمل زيادة حجم البطارية، وإزالة  مقبس صوت 3.5 مم، ويوفر مستشعر بصمة بصري جديد في الشاشة.